# Sonalp
Sonalp est un groupe musical suisse, originaire de Château-d'Œx, dans les Alpes vaudoises, canton de Vaud.

## Histoire
Le groupe s'est déjà produit chez lui à l'occasion du World Music Festiv'Alpe mélangeant yodel, musiques du monde, rap et rythmes électroniques. Le groupe voyage à travers le monde à la recherche de nouveaux métissages et pour promouvoir la culture suisse. Selon le site officiel du groupe, le style du groupe est simple, gai et original (utilisation de rythmes électriques issus d'une machine à traire) et se fait appeler « folklo-rock » par la presse spécialisée.
Le groupe sort son troisième album, Moutor.

## Membres
- Marc Reichenbach - voix, accordéon
- Laurent Pilet - guitare, guitare basse, voix
- Guillaume Wahli - violon, scie musicale
- Chris Haltiner - didjeridoo, cloches, sonnailles, bol
- John Echenard - percussions, hang, électro
- Rémy Aeberli - batterie, percussion

## Discographie
- 2002 : Le son des Alpes
- 2006 : Change de crémerie
- 2010 : Moutor
- 2018 : Terre à terres